# Kabocha
Kabocha (カボチャ?) è un film del 1928 diretto da Yasujirō Ozu, oggi perduto.

## Distribuzione
Il film è stato distribuito esclusivamente in Giappone, essendo andato perduto nel corso dei bombardamenti della seconda guerra mondiale.

### Date di uscita
- 31 agosto 1928 in Giappone[2][3]